# Phlogiellus nebulosus
Phlogiellus nebulosus é uma espécie de aranha pertencente à família Theraphosidae (tarântulas).